# Torneig de les Cinc Nacions 1988
El Torneig de les Cinc Nacions de 1988 va ser el 59a edició en el format de cinc nacions i la 94a tenint en compte les edicions del Home Nations Championship. Deu partits es van jugar en cinc caps de setmana entre el 16 de gener i el 19 de març. Va ser l'última vegada el campionat fou compartit entre dues nacions, amb Gal·les i França declarats guanyadors amb 6 punts cadascun. En els torneigs que van seguir a aquesta edició, la diferència de punts generals es va establir com a mecanisme de desempat per a augmentar les probabilitats que el torneig tingués un guanyador absolut.
En el darrer partit del torneig, que enfrontava Anglaterra i Irlanda a Twickenham, els anglesos tenien l'oportunitat d'endur-se el torneig per primera vefada des de 1980. El partit, però, no estava sortint com els seguidors del XV de la rosa haguessin desitjat. Al descans, Irlanda guanyava per 0 a 3 i era molt superior en el joc, mentre que la línia anglesa s'havia mostrat fins al moment totalment fora de lloc. A la grada es regnava el pessimisme generalitzat, només trencat pels crits d'ànim d'un reduït grup de joves estudiants, que seguia enviant ànims als seus jugadors des d'un dels laterals del camp.
Curiosament, l'equip de rugbi del col·legi d'aquests joves tenia com a himne la cançó Swing Low Sweet Chariot, popular des de feia dècades a les escoles anglesos, així que cada vegada que algun jugador anglès passava pel seu costat, els joves cantaven l'himne per animar-lo. I encara que aquests càntics no van fer gaire efecte durant la primera part, a principi de la segona part, on destacaven davant el silenci de la resta de la grada, es van fer més i més forts a mesura que passaven els minuts, especialment quan l'ala anglès Chris Oti va aconseguir posar la pilota en la zona d'assaig irlandesa, molt a prop del banderí. Després d'aquest assaig, Anglaterra va començar a millorar el seu joc i el mateix Chris Oti va realitzar 2 assajos més del total de 6 assaigs que aquella tarda va aconseguir el seu equip, arrodonint el match amb un marcador de 35 a 3. A cada assaig convertit, la graderia s'encomanava de l'ànim dels estudiants i a poc a poc es va anar unint al seu càntic, fins que amb la finalització del partit, era tot Twickenham qui entonava a l'uníson la cançó. Des de llavors la cançó s'ha convertiot en un himne i rivalitza en cada partit del XV de la Rosa ni més ni menys que amb l'oficial God Save the Queen.

## Participants
| Nació      | Estadi           | Ciutat   | Entrenador      |
| ---------- | ---------------- | -------- | --------------- |
| Anglaterra | Twickenham       | Londres  | Geoff Cooke     |
| França     | Parc des Princes | París    | Jacques Fouroux |
| Irlanda    | Lansdowne Road   | Dublín   | Jim Davidson    |
| Escòcia    | Murrayfield      | Edimburg | Jim Telfer      |
| Gal·les    | National Stadium | Cardiff  | Tony Gray       |

## Classificació
| Posició | Nació      | Partits | Partits  | Partits  | Partits | Punts   | Punts     | Punts      | Taula de punts |
| Posició | Nació      | Jugats  | Guanyats | Empatats | Perduts | A Favor | En contra | Diferència | Taula de punts |
| ------- | ---------- | ------- | -------- | -------- | ------- | ------- | --------- | ---------- | -------------- |
| 1       | Gal·les    | 4       | 3        | 0        | 1       | 57      | 42        | +15        | 6              |
| 1       | França     | 4       | 3        | 0        | 1       | 57      | 47        | +10        | 6              |
| 3       | Anglaterra | 4       | 2        | 0        | 2       | 56      | 30        | +26        | 4              |
| 4       | Escòcia    | 4       | 1        | 0        | 3       | 67      | 68        | −1         | 2              |
| 4       | Irlanda    | 4       | 1        | 0        | 3       | 40      | 90        | −50        | 2              |

## Resultats
| Irlanda                                                                        | 22–18    | Escòcia                                                                  | 1988-01-16 {{{time}}} - Lansdowne Road, Dublín Àrbitre: R. Quittenton (Anglaterra) |
| Assaigs: Kiernan MacNeill Mullin Con.: Kiernan (2) Pen.: Kiernan Drops Kiernan | [Report] | Assaigs: S. Hastings Laidlaw Con.: G. Hastings (2) Pen.: G. Hastings (2) | 1988-01-16 {{{time}}} - Lansdowne Road, Dublín Àrbitre: R. Quittenton (Anglaterra) |

| França                             | 10–9     | Anglaterra                     | 1988-01-16 {{{time}}} - Parc des Princes, París Assistència: 45,071 espectadors Àrbitre: O. E. Doyle (Irlanda) |
| Assaigs: Rodriguez Pen.: Bérot (2) | [Report] | Pen.: Webb (2) Drops: Cusworth | 1988-01-16 {{{time}}} - Parc des Princes, París Assistència: 45,071 espectadors Àrbitre: O. E. Doyle (Irlanda) |

| Escòcia                                           | 23–12    | França                                                        | 1988-02-06 {{{time}}} - Murrayfield, Edimburg Assistència: 65,000 espectadors Àrbitre: F. Muller (Sud-àfrica) |
| Assaigs: G. Hastings Tukalo Pen.: G. Hastings (4) | [Report] | Assaigs: Lagisquet Con.: Bérot Pen.: Bérot Drops: Lescarboura | 1988-02-06 {{{time}}} - Murrayfield, Edimburg Assistència: 65,000 espectadors Àrbitre: F. Muller (Sud-àfrica) |

| Anglaterra | 3–11     | Gal·les                              | 1988-02-06 {{{time}}} - Twickenham, Londres Àrbitre: S. R. Hilditch (Irlanda) |
| Pen.: Webb | [Report] | Assaigs: Hadley (2) Drops: J. Davies | 1988-02-06 {{{time}}} - Twickenham, Londres Àrbitre: S. R. Hilditch (Irlanda) |

| França                                                                                   | 25–6     | Irlanda           | 1988-02-20 {{{time}}} - Parc des Princes, París Assistència: 49,130 espectadors Àrbitre: F. Muller (Sud-àfrica) |
| Assaigs: Blanco D Camberabero Carminati Lagisquet Sella Con.: Bérot Drops: D Camberabero | [Report] | Pen.: Kiernan (2) | 1988-02-20 {{{time}}} - Parc des Princes, París Assistència: 49,130 espectadors Àrbitre: F. Muller (Sud-àfrica) |

| Gal·les                                                                                | 25–20    | Escòcia                                      | 1988-02-20 {{{time}}} - National Stadium, Cardiff Àrbitre: Y. Bressy (França) |
| Assaigs: J. Davies I. Evans Watkins Con.: Thorburn (2) Pen.: Thorburn Drops: J. Davies | [Report] | Assaigs: Calder Duncan Pen.: G. Hastings (4) | 1988-02-20 {{{time}}} - National Stadium, Cardiff Àrbitre: Y. Bressy (França) |

| Irlanda                                       | 9–12     | Gal·les                                                          | 1988-03-05 {{{time}}} - Lansdowne Road, Dublín Àrbitre: R. J. Megson (Escòcia) |
| Assaigs: Kingston Con.: Kiernan Pen.: Kiernan | [Report] | Assaigs: Moriarty Con.: Thorburn Pen.: Thorburn Drops: J. Davies | 1988-03-05 {{{time}}} - Lansdowne Road, Dublín Àrbitre: R. J. Megson (Escòcia) |

| Escòcia           | 6–9      | Anglaterra                   | 1988-03-05 {{{time}}} - Murrayfield, Edimburg Àrbitre: W. Jones (Gal·les) |
| Pen.: G. Hastings | [Report] | Pen.: Webb (2) Drops: Andrew | 1988-03-05 {{{time}}} - Murrayfield, Edimburg Àrbitre: W. Jones (Gal·les) |

| Gal·les                                         | 9–10     | França                                | 1988-03-19 {{{time}}} - National Stadium, Cardiff Assistència: 63,000 espectadors Àrbitre: F. A. Howard (Anglaterra) |
| Assaigs: I. Evans Con.: Thorburn Pen.: Thorburn | [Report] | Assaigs: Lescarboura Pen.: Lafond (2) | 1988-03-19 {{{time}}} - National Stadium, Cardiff Assistència: 63,000 espectadors Àrbitre: F. A. Howard (Anglaterra) |

| Anglaterra                                                              | 35–3     | Irlanda        | 1988-03-19 {{{time}}} - Twickenham, Londres Àrbitre: C. Norling (Gal·les) |
| Assaigs: Oti (3) Rees R. Underwood (2) Con.: Andrew (2) Webb Pen.: Webb | [Report] | Drops: Kiernan | 1988-03-19 {{{time}}} - Twickenham, Londres Àrbitre: C. Norling (Gal·les) |